# Bacskai Balázs
Bacskai Balázs (Budapest, 1988. január 29. –) Európa-bajnok magyar ökölvívó, olimpikon. Édesapja Bacskai Imre Európa-bajnoki ezüstérmes ökölvívó.

## Sportpályafutása
A 2003-ban a kadett Európa-bajnokságon bronzérmet szerzett, a világbajnokságon a negyeddöntőben kiesett. A 2005-ös junior Eb-n a nyolc között kapott ki. A következő évben junior világbajnok lett. 2008-ban a felnőtt Eb-n a negyeddöntőben kiesett. Az olimpiára nem tudott kvótát szerezni.
2009-ben európai uniós bajnokságot nyert. A világbajnokságon a nyolcaddöntőig jutott. A 2010-es Európa-bajnokságon első helyen végzett. A 2011-es Eb-n és a vb-n a 16 között kiesett. Az olimpiára nem tudta kvalifikálni magát.
A 2013-as Eb-n az első fordulóban, a vb-n a 32 között kiesett. A 2015-ös kontinensbajnokságon a nyolcaddöntőben búcsúzott. 2016-ban bemutatkozott a WSB (World Series Boxing) félprofi  versenysorozatában. 2016 júniusában olimpia kvótát szerzett, Rióban azonban már az első mérkőzésén kikapott francia ellenfelétől, és kiesett.

## Díjai, elismerései
- Az év legjobb magyar  utánpótlás sportolója választás, második (Héraklész) (2006)
- Papp László díj (2007)
- Az év magyar ökölvívója (2010, 2014)